# عبد الله الحريبي
عبد الله أمين الحريبي ممثل إماراتي شارك في العديد من الأعمال التلفزيونية والمسرحية. تعتبر أغلب مسرحياته موجهة للطفل .

## حياته
كانت بدايته الفنية على يد الفنان الإماراتي خالد البناي، من خلال وجوده ومشاركته في ورشة (إعداد المُمثل)، وهي أول مشاركة له في ورشة فنية. كما شارك في ورشة مسرحية على مستوى دولة الإمارات، ومنها أيضا ترشح من قبل مسرح رأس الخيمة الوطني للمشاركة في ورشة (إعداد الصوت) .وامتدت لأسبوعين. شارك في ورشة (إعداد مُمثل تلفزيوني) وورشة أخرى في كيفية التعامل مع مسرح الطفل لهيثم الخواجة. كما شارك أيضا في اللجنة الإعلامية في مهرجان عوافي.
شارك في العديد من الأعمال المسرحية والتلفزيونية، منها مسرحية (الدنيا مشقلبة) في العام 2003، كما شارك في عمل مسرحي آخر للأطفال بعنوان (جزيرة الطيبين) من تأليف الكاتب الإماراتي سالم الحتاوي وإخرج الفنان الإماراتي عبد الله صالح. ومسرحية (الفيل يا ملك الزمان)، والتي أخرجها خالد البناي، وعُرضت في العام 2006، حيث اعتمدت الرواية على الحكايات الشعبية، شارك في عمل مسرحي للأطفال بعنوان (الثعلب الشرير)، من تأليف سعيد إسماعيل وإخراج محمود أبو العباس.
التقى بالمخرج عارف الطويل، وأبدى رغبته في الظهور التلفزيوني، فأخبره أنه يُصور مُسلسل (أبلة نورة)، وهناك دور بسيط يستطيع المشاركة فيه فوافق على الفور. شارك أيضا في حلقة واحدة من مسلسل (أحوال)، الذي عُرض على (سما دبي)، وكان يتطرق لقضايا مجتمعية يناقشها ويعالجها.
تعتبر نقطة التحول في حياته الفنية هو إعجاب المخرج مصطفى الرشيد بأدائه في مسرحية (فيل يا ملك الزمان)؛ فعلى إثرها سنحت له فرصة المشاركة في المسلسل المحلي (ريح الشمال)، والذي ينتجه الفنان أحمد الجسمي. 

## أعماله

### المسرحيات
- ملكة الثلج
- الغرفة
- جزيرة الطيبين
- الثعلب الشرير
- الحواس الخمس
- شكراً ماما
- مريوم والسنافر
- ليلى والذئب
- الفيل يا ملك الزمان

### المسلسلات التلفزيونية
- حالة خاصة
- ساعة الصفر
- خيانة وطن
- وش رجعك
- قبل الأوان
- وديمة وحليمة ج2
- وديمة وحليمة ج1
- عائلة من هذه الزمان
- ريح الشمال ج3
- ريح الشمال ج2 [4]
- ريح الشمال ج1
- ما أصعب الكلام
- المحموم
- عود حي
- اسكيزوفرينيا [5]

## التكريم وجوائز

### حصل الحريبي على عدد من الجوائز منها
- جائزة أفضل فنان عربي في مهرجان مسرح الشباب 2010 عن دوره في مسرحية الغرفة .
- جائزة أفضل ممثل دور أول في مهرجان الإمارات لمسرح الطفل عام 2013 عن دوره في مسرحية ليلى والذئب.